# Veldspitsmuis
De veldspitsmuis (Crocidura leucodon) is een zoogdier uit de familie der spitsmuizen (Soricidae).

## Kenmerken
Dit solitaire dier is tussen de 60 en 90 millimeter groot en de staart is 27 tot 44 millimeter lang. De massa is 6 tot 15 gram. Veldspitsmuizen hebben, net als bosspitsmuizen maar in tegenstelling tot huisspitsmuizen en dwergspitsmuizen, een duidelijke grens tussen de donkere (grijsbruine) bovenzijde en de lichte (geelwitte) onderzijde. De staart is tweekleurig. De veldspitsmuis heeft opvallend grote oren.

## Voedsel
's Nachts komt de veldspitsmuis tevoorschijn. Hij jaagt op insecten, larven, wormen en andere ongewervelden. Soms is hij ook overdag actief. Zijn grootste vijand zijn uilen.

## Voortplanting
Het voortplantingsseizoen duurt van maart tot oktober. Na een draagtijd van 31 dagen worden 2 tot 6 kale jongen geboren. Na 26 dagen worden de jongen gespeend. Bij de veldspitsmuis wordt karavaangedrag waargenomen. Hierbij bijt een jong in de vacht van de moeder, waarna de andere jongen in de vacht van zijn voorganger bijt, waardoor een lange rij jongen ontstaat. Zo worden de jongen begeleid bij hun eerste stapjes buiten het nest. Ook bij andere wittandspitsmuizen is dit gedrag waargenomen.

## Biotoop
Het woongebied van de veldspitsmuis is struikgewas, open velden en bosranden. Hij komt vooral voor in lage, droge gebieden met een dichte ondergroei. Hier maakt hij een nest van droog gras. Ook bij composthopen zijn ze te vinden.

## Verspreiding

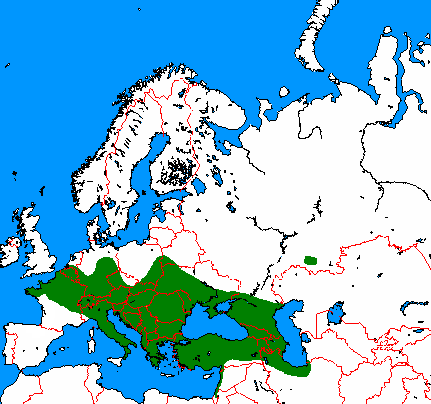
Verspreidingsgebied

Hij komt voor in het grootste gedeelte van Centraal- & Oost-Europa. Oostwaarts komt hij voor in Klein-Azië en Iran, en hij is waargenomen in de Kaukasus. In Europa ontbreekt hij in Noord-Europa, het grootste gedeelte van Frankrijk, de Britse eilanden, het Iberisch Schiereiland en delen van Italië en Griekenland. In Nederland is het dier te vinden in het oosten en zuiden van het land.

## Waarnemingen in Nederland en België
- Kaarten met waarnemingen:

- België
- Nederland
- wereldwijd

- Kaart van Vlaanderen met waarnemingen

aleksandrisi ·
allex ·
andamanensis ·
ansellorum ·
arabica ·
arispa ·
armenica ·
attenuata ·
attila ·
baileyi ·
baluensis ·
batakorum ·
batesi ·
beatus ·
beccarii ·
bottegi ·
bottegoides ·
brunnea ·
buettikoferi ·
caliginea ·
canariensis ·
caspica ·
cinderella ·
congobelgica ·
crenata ·
crossei ·
cyanea ·
denti ·
desperata ·
dhofarensis ·
dolichura ·
douceti ·
dsinezumi ·
eisentrauti ·
elgonius ·
elongata ·
erica ·
fischeri ·
flavescens ·
floweri ·
foetida ·
foxi ·
fuliginosa ·
fulvastra ·
fumosa ·
fuscomurina ·
glassi ·
gmelini ·
goliath ·
gracilipes ·
grandiceps ·
grandis ·
grassei ·
grayi ·
greenwoodi ·
harenna ·
hildegardeae ·
hilliana ·
hirta ·
hispida ·
horsfieldii ·
hutanis ·
indochinensis ·
jacksoni ·
jenkinsi ·
jouvenetae ·
katinka ·
kegoensis ·
kivuana ·
lamottei ·
lanosa ·
lasiura ·
latona ·
lea ·
lepidura ·
leucodon ·
levicula ·
littoralis ·
longipes ·
lucina ·
ludia ·
luna ·
lusitania ·
macarthuri ·
macmillani ·
macowi ·
malayana ·
manengubae ·
maquassiensis ·
mariquensis ·
maurisca ·
maxi ·
mindorus ·
miya ·
monax ·
monticola ·
montis ·
muricauda ·
musseri ·
mutesae ·
nana ·
nanilla ·
negligens ·
negrina ·
nicobarica ·
nigeriae ·
nigricans ·
nigripes ·
nigrofusca ·
nimbae ·
niobe ·
obscurior ·
olivieri ·
orientalis ·
orii ·
pachyura ·
palawanensis ·
panayensis ·
paradoxura ·
parvipes ·
pasha ·
pergrisea ·
phaeura ·
phuquocensis ·
picea ·
pitmani ·
planiceps ·
poensis ·
polia ·
pullata ·
raineyi ·
ramona ·
rapax ·
religiosa ·
rhoditis ·
roosevelti ·
russula ·
selina ·
serezkyensis ·
shantungensis ·
sibirica ·
sicula ·
silacea ·
smithii ·
sokolovi ·
somalica ·
stenocephala ·
suaveolens ·
susiana ·
tanakae ·
tansaniana ·
tarella ·
tarfayensis ·
telfordi ·
tenuis ·
thalia ·
theresae ·
thomensis ·
trichura ·
turba ·
ultima ·
usambarae ·
viaria ·
virgata ·
voi ·
vorax ·
vosmaeri ·
watasei ·
whitakeri ·
wimmeri ·
wuchihensis ·
xantippe ·
yankariensis ·
zaitsevi ·
zaphiri ·
zarudnyi ·
zimmeri ·
zimmermanni